# موزه مفاخر اردبیل
موزه مفاخر اردبیل شامل چهره های علمی و فرهنگی استان در حوزه دین و ترویج مذهب تشیع در قالب عکس، نقاشی و سوابق علمی و ادبی در خانه میر فتاحی راه اندازی شده است .